# Needing You...
Pour plus de détails, voir Fiche technique et Distribution.
Needing You... (孤男寡女, Goo nam gwa lui) est un film hongkongais réalisé par Johnnie To et Wai Ka-fai, sorti en 2000.

## Synopsis
Andy est chef d'équipe dans une grande entreprise. Il voit débarquer dans cette dernière la jeune Kinki, une femme tête en l'air mais au caractère bien trempé. Il tombe rapidement sous le charme et décide de l'aider à surmonter ses problèmes de cœur.

## Fiche technique
- Titre : Needing You...
- Titre original : 孤男寡女 (Goo nam gwa lui)
- Réalisation : Johnnie To et Wai Ka-fai
- Scénario : Wai Ka-fai et Yau Nai-hoi, d'après une histoire de Cindy Tang
- Production : Charles Heung, Johnnie To et Wai Ka-fai
- Musique : Cacine Wong
- Photographie : Cheng Siu-keung
- Montage : Law Wing-cheong
- Décors : Jerome Fung
- Costumes : Silver Cheung
- Pays d'origine : Hong Kong
- Format : Couleurs - 1,85:1 - Dolby Digital - 35 mm
- Genre : Comédie romantique
- Durée : 101 minutes
- Date de sortie : 22 juin 2000 (Hong Kong)

## Distribution
- Andy Lau : Andy Cheung
- Sammi Cheng : Kinki Kwok
- Fiona Leung : Fiona
- Wong Ho-yin : Roger Young
- Hui Shiu-hung : Ronald
- Florence Kwok : Kitty
- Lam Suet : Martin
- Sylvia Lai : la mère de Roger
- Yu Yang : le père de Roger

## Autour du film
- Dans le film, Andy Lau ne sait pas faire de la moto et à plusieurs reprises, Sammi Cheng fait référence au film A Moment of Romance. Dans ce dernier, Andy Lau jouait le rôle d'un jeune voyou passionné de moto.
- Ce n'est pas la dernière fois qu'Andy Lau tournera sous la direction des deux cinéastes, le trio refaisant équipe sur Fulltime Killer (2001), Love On a Diet (2001), Fat Choi Spirit (2002) et Running on Karma (2003). Sammi Cheng n'est pas non plus en reste, puisqu'elle tournera avec Johnnie To et Wai Ka-fai sur Wu Yen (2001), Love On a Diet (2001), My Left Eye Sees Ghosts (2002) et Love for All Seasons (2003).

## Récompenses
- Nomination au prix du meilleur film, meilleurs réalisateurs, meilleur scénario, meilleure actrice (Sammi Cheng) et meilleure chanson (Sammi Cheng, pour In the Line of Love), lors des Hong Kong Film Awards 2001.
- Prix du film du mérite, lors des Hong Kong Film Critics Society Awards 2001.